# ماتیاس لوریدسن
ماتیاس لوریدسن (زاده ۱۳ ژانویه ۱۹۸۴میلادی) مدل اهل کشور دانمارک است. استعداد او توسط مارک جیکوب کشف شد.